# Coalescence (linguistique)
La coalescence est une modification phonétique qui consiste en la fusion de deux sons en un seul,,. Selon certains auteurs, par exemple Jean Dubois, il peut aussi être question de la fusion de plus de deux sons. D'une part, il s'agit, du point de vue phonétique, d'un type d'assimilation, ; d'autre part, d'un point de vue linguistique plus général, c'est un type de contraction phonétique.
Les coalescences peuvent être considérées de plusieurs points de vue :
- selon la catégorie de sons qu'elles affectent : consonnes ou voyelles ;
- selon la manière dont elles affectent les sons : amuïssement par assimilation totale d'un son ou assimilation réciproque ;
- selon les entités qu'elles affectent : l'intérieur d'un mot morphème, deux morphèmes en contact dans la composition d'un mot, ou deux mots en contact ;
- selon le caractère diachronique ou synchronique du phénomène : tenant de l'évolution des mots, respectivement produisant des variantes à un certain moment de l'histoire de la langue.

## Coalescences de consonnes
Parfois, c'est l'assimilation totale d'une consonne par la consonne voisine qui a lieu. Celle-ci se conserve et peut rester brève ou s'allonger.
Par exemple, dans le mot (fr) illisible [il(l)izibl̥], il y a une coalescence au contact entre le préfixe in- et l'adjectif lisible, produite dans le processus diachronique de la formation de l'adjectif illisible. Exemples dans d'autres langues :
(ro) în « en » + mult « beaucoup » → înmulți [ɨmmulˈtsi] « multiplier » ;
(sr) pod « sous » + tekst → podtekst [pottekst] « sous-texte », bez « sans » + stidan « timide » → bestidan « sans-gêne » (adjectif).
Il se produit une coalescence occasionnelle, donc synchronique, dans la parole rapide, par exemple entre les mots (en) ten mice [ˈtemmaɪs] « dix souris ».
Un exemple de coalescence diachronique entre un morphème radical et un morphème suffixe est (hu) köz [køz] « communauté » + -ség [ʃeːg] → község [ˈkøʃʃeːg] « commune rurale ».
D'autres fois, il se forme un son différent des deux sons qui fusionnent, ayant des traits articulatoires des deux, c'est donc une assimilation réciproque :
(en) could you [ˈkʊd͡ʒːu] « as-tu pu » – coalescence synchronique entre deux mots ;
(ro) decât să [dekɨt͡sːə] « plutôt que de » – coalescence synchronique entre deux mots ;
(hu) kertje [ˈkɛrcɛ] « son jardin » – coalescence diachronique entre un mot radical et un suffixe.

## Coalescences de voyelles
Deux voyelles contigües en syllabes voisines peuvent fusionner en une diphtongue. Selon certains auteurs, c'est une seule voyelle, complexe, qui se modifie, de façon qu'on entend une certaine qualité vocalique à son début et une autre à sa fin,,. La diphtongue devient ainsi le noyau de la syllabe unique qui résulte de la fusion. Ce type de coalescence a sa propre dénomination, synérèse.
En français ou en italien, la synérèse a lieu à l'intérieur de certains mots :
(fr) lion [ljɔ̃] (à Paris et dans l'ouest de la France) vs [liˈɔ̃] (avec diérèse, dans le nord, l'est et le Midi de la France, ainsi qu'en Belgique), variantes acceptées par le standard ;
(it) Laura [ˈlaw.ra] (en Toscane et en Italie du Nord) vs [ˈla.u.ra] (avec diérèse, dans le Mezzogiorno).
En roumain aussi, il y a synérèse à l'intérieur de certains mots. Teatru « théâtre », par exemple, était prononcé [teˈa.tru] quand il est entré dans la langue, mais en roumain standard du 21e siècle, il est prononcé [ˈte̯a.tru]. Dans cette langue, il y a souvent synérèse au contact entre mots aussi. Elle est obligatoire entre certains pronoms personnels et réfléchis atones monosyllabiques terminés en [e] ou en [i] et les formes du verbe auxiliaire avea « avoir », ex. te-am întrebat « je t’ai demandé », ți-am spus « je t’ai dit ». Il y a également synérèse facultative, entre clitiques terminés en [e] et mots à sens lexical commençant par une voyelle, ainsi qu’entre mots à sens lexical terminés en [e] et clitiques commençant par une voyelle : de atunci [de.aˈtunt͡ʃʲ] → de-atunci [de̯aˈtunt͡ʃʲ] « depuis lors », îmi pare o poveste [ɨmʲˈpa.re.o.poˈveste] → îmi pare-o poveste [ɨmʲˈpa.re̯o.poˈveste] « ça me paraît un conte ».
Dans certaines langues; il s'est produit des coalescences du type assimilation réciproque dans le processus historique de réduction des diphtongues et des triphtongues à une seule voyelle :
(la) aqua > ancien français eaue [e̯awə] > (fr) moderne eau [o] ;
ancien français lait [lajt], reine [rejn] > (fr) moderne [lɛ], respectivement [ʀɛːn];
(la) aurum > (fr) or, (it) oro ;
(got) maiza > vieil anglais māra > (en) moderne more « plus ».
Dans une langue dont l'orthographe est dominée par le principe historique et étymologique, comme celle du français, l'écriture conserve souvent les diphtongues et les triphtongues réduites.
En roumain, il y a des cas de réduction de deux voyelles en diérèse à une seule en tant que variantes dans des variétés régionales, par rapport à la variété standard. Le processus passe par une phase où les deux voyelles forment une diphtongue, ex. căuta [kə.uˈta] « chercher » > [kəwˈta] > régional căta [kəˈta].